# 钱海皓
钱海皓（1944年—2023年12月31日），江苏无锡人，中国人民解放军将领、中国人民解放军中将。 
钱海皓是原四机部部长钱敏之子，2003年，授予中国人民解放军中将，曾任军事科学院副院长。 
2008年，当选第十一届全国政协委员，代表特别邀请人士，分入第五十五组。